# Alfons Genrichovič Ukke-Ugovec
Alfons Genrichovič Ukke-Ugovec (25. dubna 1884 – ?) byl ruský generálmajor, jeden z nejmladších generálů v občanské válce.
Pocházel z německého šlechtického rodu. V roce 1904 dokončil studia na vojenské akademii a vzápětí se coby poručík zúčastnil rusko - japonské války. Na kapitána byl povýšen v roce 1911. Účastnil se první světové války, na konci roku 1916 byl zraněn a krátce poté byl povýšen na podplukovníka. V září 1917 se stal plukovníkem. Za ruské občanské války sloužil v sibiřské armádě Prozatímní vlády a 13. srpna 1918 byl povýšen na generálmajora. Sloužil jako velitel jedné divize v Kolčakově Sibiřské armádě. Poslední zmínka o něm je z podzimu 1919, jeho další osud je nejistý. S největší pravděpodobností padl při ústupu na východ. Byl nositelem Řádu svatého Jiří a francouzského Válečného kříže (Croix de Guerre).